# Gasunie
N.V. Nederlandse Gasunie és una empresa neerlandesa d'infraestructura i transport de gas natural que opera en els Països Baixos i Alemanya. Gasunie posseeix la xarxa neerlandesa de transmissió de gas amb una longitud total de més de 12.000 quilòmetres, així com 3.100 quilòmetres de xarxa a Alemanya.

## Història
Gasunie va ser fundada l'any 1963 com a col·laboració publicoprivada entre Royal Dutch Shell (25%), ExxonMobil (25%) i l'estat dels Països Baixos (50%), per vendre i distribuir el gas natural des del recentment descobert jaciment de gas en la província de Groningen.
El 2005 l'empresa va ser dividida entre comerç del gas (GasTerra) i transport del gas (va mantenir el nom, Gasunie). Gasunie posseeix i opera la majoria de la xarxa de transmissió de gas neerlandesa així com la xarxa de conducció de l'anterior empresa BEB d'Alemanya; així com una conducció important que connecta els Països Baixos amb el Regne Unit anomenada BBL Pipeline. L'any 2005 es va produir la divisió de Gasunie per la compra de l'Estat neerlandès de les participacions de Shell i ExxonMobil en la part d'infraestructura de Gasunie, sent actualment propietat al 100% de l'estat. El Ministeri neerlandès de Finances representa els interessos accionarials del Govern. La propietat de GasTerra va ser dividida de la mateixa forma com Gasunie abans 2005.
Al final d'octubre 2010, Gasunie es va convertir en accionista d'un 25% de l'empresa de Rotterdam Rotterdamse Cintra Maatschappij B.V. Aquesta companyia està explorant les possibilitats de desenvolupar serveis de transport de CO2 des de l'emissor fins a l'operador d'emmagatzematge a Rotterdam.
Gasunie va fundar Vertogas el 2 de juliol de 2009 amb el propòsit d'emetre certificats que garanteixen l'origen i el volum de gas verd produït.
El gener de 2011 Gasunie Zuidwending esdevenia operacional. Això és una nova facilitat d'emmagatzematge subterrània a Zuidwending, al nord del Netherlands.
El 2007, Gasunie va comprar la unitat de transport de BEB Erdgas und Erdoel GmbH, un operador de xarxa alemany de conducció de gas natural, propietat de Royal Dutch Shell i ExxonMobil.

## Operacions
Gasunie és accionista d' ICE Endex, punt de gas i derivats d'intercanvi europeu.
Gasunie posseeix el 60% de la BBL Pipeline, la conducció de gas entre els Països Baixos i Anglaterra. També té el 9% de participació a Nord Stream AG, l'empresa pel projecte de la conducció de gas del Nord. Gasunie ha acordat tenir un 20% de participació a NEL Pipeline que connectarà Nord Stream amb el sistema de gas alemany.
Gasunie posseeix el 42,5% de Gate Terminal, la primera terminal d'importació de LNG en els Països Baixos, a Maasvlakte. Seguint la cooperació exitosa amb GTS, Gate Terminal es va dur a terme en la data planejada de l'1 de setembre de 2011.